# جاك هنري (عسكري)
جاك هنري (بالإنجليزية: Jack Henry)‏ هو عسكري نيوزيلندي، ولد في 10 يونيو 1917، وتوفي في 9 يونيو 2003.